# Phi tuần
Trong một số lực lượng không quân trên thế giới, một phi tuần là một đơn vị bao gồm từ 2 đến 3 phi cơ do một sĩ quan cấp bậc trung úy hoặc đại úy chỉ huy.
Trong tiếng Anh, đơn vị phi tuần được gọi là "section". Trong Không quân Đức thời Chiến tranh thế giới thứ hai, đơn vị này từng được gọi là rotte trong khi đó Không quân Liên Xô gọi là zveno hay para. Hai phi tuần và nhân sự hỗ trợ mặt đất họp thành một phi đội, được biết đến với tên gọi staffel trong Không quân Đức.
Không lực Việt Nam Cộng hòa cũng có đơn vị phi tuần gồm từ 2 đến 3 phi cơ
Trong Không quân Nhân dân Việt Nam cũng có cơ cấu đơn vị tương tự Phi tuần gọi là Biên đội.